# ۴ (قمری)
۴ قمری، چهارمین سال در تقویم هجری قمری است. این سال به نام سنةالترقیه نامگذاری شده است. 

## رویدادها
- صفر - سریه بئر معونه (یا سریه منذر بن عمرو) در نجد که در آن اکثر فرستادگان پیامبر اسلام بجز یک نفر کشته شدند.
- ربیع‌الاول - وقوع غزوه بنی‌نضیر میان سپاهیان اسلام و قبیله بنی‌نضیر
- ربیع‌الثانی - وقوع غزوه نجد (ذات الرقاع) در سرزمین نجد
- شعبان - وقوع غزوه بدرالاخره
- شکست سریه قتل ابوسفیان به دست عمرو بن امیه ضمری که در انتقام توطئه ابوسفیان برای قتل پیامبر بود.
- ورود اولین مبلغان مسلمان به اندونزی
- ازدواج پیامبر با هند دختر ابی امیه مخزومی ملقب به ام سلمه
- سریه ابی سلمه در قطن و وفات او بواسطهٔ جراحتی که در غزوهٔ احد به او رسیده بود

## زادگان
- ۳ شعبان - حسین بن علی، پسر علی ابن ابی‌طالب و امام سوم شیعیان
- ابو عبدالرحمن ضحاک بن قیس بن خالد بن وهب فهری قرشی
- عبدالله بن عامر

## درگذشتگان
- عبدالله مخزومی، صحابه پیامبر اسلام
- زینب بنت خزیمه همسر پیامبر رسول
- فاطمه بنت اسد بن هاشم مادر علی ابن ابی‌طالب
- ابوسلمه بن عبدالاسد، پسرعمه پیامبر اسلام و از صحابی‌های او
- خالد بن سفیان هذلی از بزرگان مکه که در سریه عبدالله بن انیس در خواب کشته شد
- صفر - مرثد بن ابی مرثد غنوی از اصحابه پیامبر اسلام در سریه‌ای که خودش آن را رهبری می‌کرد و به نام حادثه رجیع مشهور است.
- صفر -  خالد بن بکیر لیثی در حادثه رجیع
- صفر -  عاصم بن ثابت در حادثه رجیع
- ابی بن معاذ بن انس در واقعه بئر معونه
- حارث بن صمه در واقعه بئر معونه
- منذر بن عمرو در واقعه بئر معونه
- ثابت بن خالد بن نعمان در واقعه بئر معونه
- حرام بن ملحان در واقعه بئر معونه
- نافع بن بدیل بن ورقاء خزاعی در واقعه بئر معونه
- عامر بن فهیره از صحابه پیامبر اسلام در حادثه بئر معونه
- عروه بن اسماء از صحابه پیامبر اسلام در حادثه بئر معونه
- خبیب بن عدی از صحابی پیامبر اسلام
- زید بن دثنه انصاری بیاضی
- عبدالله بن عثمان نوه دختری پیامبر اسلام